# Félix Bermúdez
Pour les articles homonymes, voir Bermúdez.
Bermúdez  García est un nom espagnol. Le premier nom de famille, en général paternel, est Bermúdez ; le second, en général maternel, souvent omis, est García.
Félix Bermúdez García, né le 13 août 1918 à Llucmajor (Îles Baléares) et mort le 16 décembre 1990 à Montauban, est un coureur cycliste espagnol, professionnel de 1946 à 1954. Son frère Manuel (1921-2016) a également été coureur cycliste.

## Palmarès
- 1946
  - 3e du Grand Prix d'Espéraza
- 1947
  - Grand Prix des Commerçants de Perigueux
- 1949
  - Grand Prix International du Rouergue
  - Grand Prix de Lourdes
- 1950
  - Circuit de Malveira
- 1951
  - Grand Prix de l'Aragout
  - 2e du Circuit des Deux-Sèvres
- 1952
  - Grand Prix de l'Aragout
- 1953
  - 3e du Circuit des Deux-Sèvres
  - 3e de Bordeaux-Saintes

## Résultats sur les grands tours

### Tour d'Italie
- 1952 : abandon